# Osioł asinara

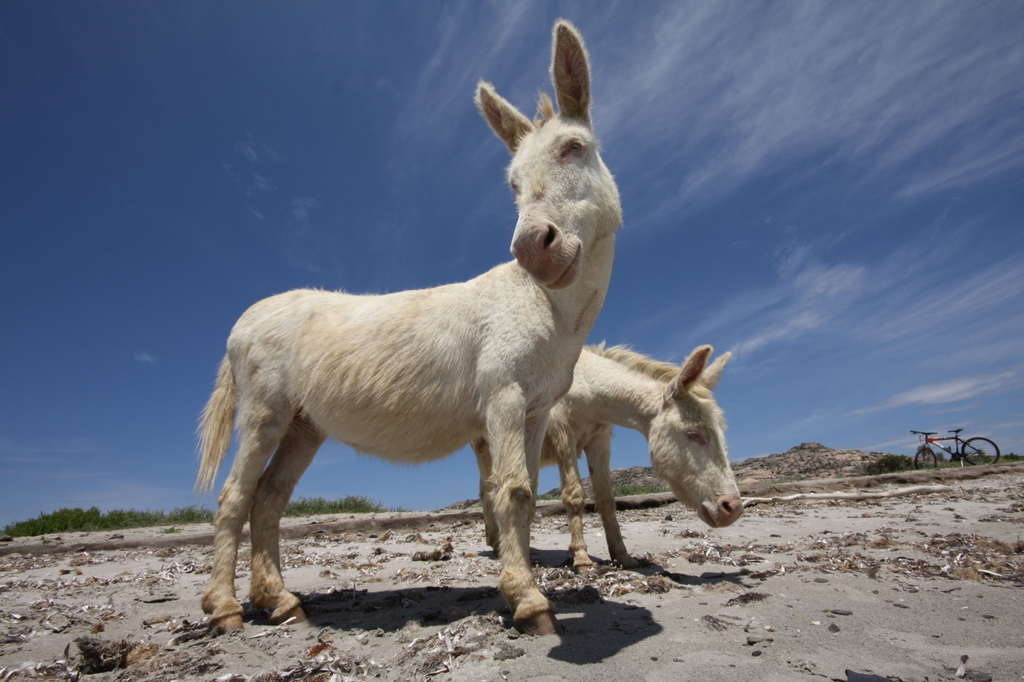

Osioł asinara – bardzo rzadka rasa osła (w 2008 r. liczba wynosiła ok. 400 osobników, w tym jeden w Polsce). Charakteryzuje się białą sierścią. Osiąga 80-105 cm i waży 80-90 kg. Prawdopodobnie pochodzi od austro-węgierskiej rasy osłów barokowych, przewiezionych na wyspę Asinara.